# اتلاف بسته
از دست دادن بسته یا اتلاف بستک (انگلیسی: Packet loss) استعاره ای است در رابطه با از دست رفتن بسته‌های شبکه و هنگامی اتفاق می افتد که یک یا چند بسته از داده‌ها که از طریق شبکه رایانه‌ای سفر می‌کنند نتوانند به مقصد خود برسند. از بین رفتن بسته‌ها دلایل متعددی می‌تواند داشته باشد که عمدتاً به دلیل اشتباه در انتقال داده‌ها صورت می‌پذیرد و به طور معمول در شبکه بی‌سیم مشهودتر است. یک مورد مطرح دیگر کنترل ازدحام در شبکه‌ها است. در همهٔ موارد پیش‌آمده ضرر و زیان قابل توجهی می‌تواند متوجه شرکت‌ها و موسسات زیرساخت‌های ارتباطی و انتقال دیتا شود.